# Fritz Maurischat (Fußballtrainer)
Fritz Maurischat (* 16. Dezember 1901; † 27. August 1974), spätere Schreibweise auch Mauruschat, war ein deutscher Fußballspieler und Fußballtrainer.

## Laufbahn

### Als Spieler und Anfänge als Trainer
Als Spieler war er zuerst in seiner Heimatstadt Berlin bei Minerva 93 aktiv. Dort spielte er schon mit 17 Jahren in der 1. Mannschaft. Über die Stationen Sportfreunde 04 Frankfurt und Germania 94 Frankfurt schloss er sich im Februar 1928 Eintracht Frankfurt an. Mit dem süddeutschen Vizemeister nahm er an der Endrunde um die deutsche Fußballmeisterschaft teil. Er lief am 8. Juli 1928 beim Achtelfinalauswärtsspiel gegen die SpVgg. Köln-Sülz für die Eintracht auf. Als linker Verteidiger konnte er eine 1:3-Niederlage nicht verhindern. Im Sommer 1929 wechselte er zu Westmark 05 Trier und kehrte später wieder nach Berlin zu Minerva und Lufthansa Berlin zurück. Eine Knieverletzung beendete seine Spielerlaufbahn.
Er hatte unter der Lehrgangsleitung von DFB-Reichstrainer Otto Nerz die Ausbildung zum Fußball-Lehrer durchlaufen und trainierte bereits 1937 Arminia Hannover sowie anschließend (wieder) Minerva 93. Von 1941 bis 1942 war er bei der Lufthansa SG Berlin und nach Ende des Zweiten Weltkriegs bereits 1946/47 als Trainer bei der SG Neukölln tätig. Es schlossen sich weitere Trainerstationen bei Lufthansa Berlin, SG Prenzlauer Berg und Tennis Borussia an, wo er 1949/50 die Meisterschaft feiern konnte und er sich dann von 1950 bis 1952 als Cheftrainer von Waldhof Mannheim in die Fußball-Oberliga Süd veränderte. Er kehrte zur Runde 1952/53 zum Spandauer SV nach Berlin zurück und übernahm ab 1953 wiederum die „Veilchen“ von Tennis Borussia.
In seiner Zeit bei Tennis Borussia trainierte er auch noch neben der Vertragsspielerelf die Schüler-, Jugend- und Juniorenmannschaften. Zweimal gewann er mit TeBe 1954 und 1955 die Juniorenmeisterschaft von Berlin. Teammitglieder dieser Meistermannschaften waren dabei seine Zwillingssöhne Armin und Horst. Nach einem Zerwürfnis mit TeBe zog es ihn wieder mit seiner Familie im Januar 1956 nach Süddeutschland, er übernahm den 1. FC Bamberg im bayerischen Amateurlager. Er wurde 1957 und 1958 Meister und führte Bamberg am Rundenende 1957/58 erfolgreich in die 2. Liga Süd. Zur Runde 1958/59 kehrte er wieder nach Berlin zurück und übernahm Tasmania Berlin in Neukölln.

### Erfolgsära mit Tasmania, 1958 bis 1963
Auf Anhieb gewann der „Napoleon“ genannte Trainer mit der Elf aus Neukölln in der Vertragsliga Berlin 1958/59 die Meisterschaft in der Berliner Vertragsliga. Mit einem Punkt Vorsprung gegenüber dem Spandauer SV glückte der Titelgewinn. In der Endrunde um die deutsche Meisterschaft vertrat „Tas“ mit beachtlichen Leistungen gegen die Konkurrenten Kickers Offenbach, Hamburger SV und Westfalia Herne die Farben von Berlin. Beim 2:2-Heimremis gegen den späteren Finalisten aus Offenbach waren 70.000 Zuschauer Zeugen im Olympiastadion, bei der 0:2-Heimniederlage gegen den Hamburger SV mit dem zweifachen Torschützen Uwe Seeler waren gar 90.000 Zuschauer im Stadion. Tasmania trat in den überwiegenden Spielen im Angriff mit Wolfgang Neumann, Peter Engler, Helmut Fiebach, Armin Mauruschat und Harry Pinkpank an.
Im Folgejahr 1959/60 gelang die Titelverteidigung und der dritte Meisterschaftserfolg glückte im Weltmeisterschaftsjahr 1961/62. Daneben war der Trainer auch noch dreimal von 1961 bis 1963 im Berliner Pokal erfolgreich.
Nachdem Tasmania nicht für die zur Runde 1963/64 startende Fußball-Bundesliga nominiert worden war, trat der Trainer verärgert von seinem Amt zurück und ließ es beim SC Gatow im Berliner Amateurfußball ausklingen.